# Абрахам Вальделомар
Пе́дро Абраха́м Вальделома́р Пі́нто (ісп. Pedro Abraham Valdelomar Pinto; *27 квітня 1888, Піско, Перу — 3 листопада 1919, Аякучо, Перу) — перуанський письменник, поет, журналіст, есеїст і драматург; його вважають засновником авангардизму в Перу, хоча більше за його поведінку та заснування часопису Colónida, ніж за літературні твори, які по суті є лірично посмодерністськими, а не агресивно експериментаторськими. Подібно до Шарля Бодлера в Парижі XIX століття, він стверджував, що вперше усвідомив у своїй країні взаємозв'язок між поезією та ринком і визнав необхідність для письменника перетворити себе на селебриті.

## З життєпису
Народився і виріс у портовому місті Сан-Андрес Піско; його дитинство в цій ідилічній прибережній обстановці та в дружній родині часто є основою для його оповідань і віршів. 
Після навчання у відомій школі Гуадалупе в Лімі в 1905 році він вступив у Національний університет Сан-Маркос вивчати філологію. Однак у 1906 році почав публікувати карикатури й вірші для низки ілюстрованих журналів і періодичних видань, таких як Aplausos y silbidos, Monos y Monadas, Actualidades, Cinema та Gil Blas, і незабаром повністю облишив університетське життя на користь світу журналістики. 
У 1910 році почав писати хроніки для газет, а наступного року опублікував свої перші прозові твори, включаючи 2 романи, La ciudad de los tísicos і La ciudad muerta, які засвідчують вплив Габріеле д'Аннунціо.
Вальделомар також дедалі більше цікавився політикою, і в 1912 році він брав участь в успішній президентській кампанії Гільєрмо Біллінгхерста. Щоб винагородити його за підтримку, у тому ж році (1912) Біллінгхерст призначив Вальделомара редактором газети El Peruano, а наступного року відправив його на дипломатичну посаду до Рима, де він написав свою найпопулярнішу та найбільш премійовану новелу «Кабальєро Кармело» (El Caballero Carmelo). 
У 1914 році, після повалення Біллінгхерста, Вальделомар був змушений повернутися до Перу, де він працював секретарем історика Хосе де ла Ріва-Агуеро, під впливом якого написав La mariscala, біографію Франциски Суб'яги (1803–1835), дружини президента Агустіна Гамарри.
Вальделомар повернувся до журналістської роботи, писав для газети La Prensa під аристократичним псевдонімом El Conde de Lemos, співпрацював з молодим Хосе Карлосом Маріатегі, одночасно відточуючи провокаційний образ денді на вулицях і в кав'ярнях Ліми. 
В цей же час він заснував ефемерний, але впливовий авангардистський часопис Colónida, який побачив аж 4 числа в 1916 році (перші 3 редагував особисто Вальделомар), і очолив однойменний інтелектуальний рух. Одночасно він став автором-упорядником Las voces Múltiples, антології модерністської поезії восьми членів групи Colonida, яка була менш авангардистською, ніж їхня критика. 
Поезія Вальделомара вплинула на Сезара Вальєхо, якого той узяв під свою опіку після прибуття останнього в Ліму 1916 року. Вальделомар пообіцяв написати передмову для першої поетичної збірки Вальєхо, Los heraldos negros, але його амбітні лекційні тури провінціями завадили цьому. Збірка Вальєхо нарешті з'явилась без передмови в 1919 році, хоча була завершена в 1918, що призвело до певної плутанини щодо дати її публікації. Тим часом Вальделомар читав лекції по всій країні; як частина його прагнення охопити широку аудиторію та просвіщати її, а також як невід'ємна частина його ділової активності. Так, літератор-лектор пропонував свої перші лекції для робітників і селян в кожному місті за зниженою ціною або й безкоштовно, а згодом призначав ціну за вхід для вже дозрілої і спраглої побачити і почути його публіки.
Під час екскурсії в Аякучо, що в провінції Уаманга, він впав, що призвело до перелому хребта та серйозного струсу мозку; він помер наступного дня у віці 31 року.

## З доробку
Найкращими творами Вальделомара вважаються оповідання, що увійшли до двох збірок: El caballero Carmelo (1918) і Los hijos del sol (1921); перша відкриває жанр «кріольських оповідок» (cuentos criollos), або місцеву художню літературу, зосереджену на повсякденному житті в портовому містечку Піско (прибережна територія зазвичай не згадується в описах Перу, які зосереджуються або на Лімі, або на Андах); друга стала амбітною модерністською інтерпретацією легенд про життя в імперії інків. 
Найвідоміші поетичні твори Вальделомара Tristia та El hermano ausente en la cena de Pascua... є модерністськими, з антології Las voces Múltiples.
Він також був автором двох важливих есеїв: перший, «Психологія курятника» (La sicologia del gallinazo), антитуристичний і без прикрас путівник Лімою та опис психології її мешканців, який пізніше вплине на Хуліо Рамона Рібейро; другий — Belmonte el tragico, дослідження кориди.

## Вшанування
Абрахам Вальделомар зображений на банкноті номіналом 50 перуанських солей з моменту її введення в обіг у 1991 році.
Google Doodle 27 квітня 2019 року відзначив 131-у річницю народження Вальделомара.